# Rhagium
Rhagium es una género de escarabajos longicornios de la tribu Rhagiini.

## Especies
Hagrium Villiers, 1978
- Rhagium bifasciatum Fabricius, 1775

Megarhagium Reitter, 1913
- Rhagium caucasicum Reitter, 1889
- Rhagium  caucasicum semicorne Holzschuh, 1974
- Rhagium elmaliense Schmid, 1999
- Rhagium fasciculatum Faldermann, 1837
- Rhagium iranum Heller, 1924
- Rhagium mordax (DeGeer, 1775)
- Rhagium phrygium Daniel, 1906
- Rhagium pygmaeum Ganglbauer, 1881
- Rhagium sycophanta (Schrank, 1781)
- Rhagium syriacum Pic, 1892
- Rhagium syriacum phrygium K. Daniel, 1906

Rhagium Fabricius, 1775
- Rhagium americanum Podany, 1964
- Rhagium canadense Podany, 1964
- Rhagium cariniventre Casey, 1913
- Rhagium femorale Ohbayashi, 1994
- Rhagium heyrovskyi Podaný, 1964
- Rhagium inquisitor (Linnaeus, 1758)
- Rhagium japonicum Bates, 1884
- Rhagium lineatum (Olivier, 1795)
- Rhagium mexicanum Casey, 1913
- Rhagium montanum Casey, 1913
- Rhagium morrisonense Kano, 1933
- Rhagium pseudojaponicum Podaný, 1964
- Rhagium quadricostatus Podany, 1964
- Rhagium quinghaiensis Chen & Chiang, 2000